# Księga zaginionych opowieści
Księga zaginionych opowieści (ang. The Book of Lost Tales) – zbiór opowieści J.R.R. Tolkiena, należących do legendarium Śródziemia, wydanych po śmierci autora jako część cyklu Historia Śródziemia.
Zbiór wydano w dwóch częściach: The Book of Lost Tales 1 (wydanie z 1983) and The Book of Lost Tales 2 (wydanie z 1984). Podział ten wynikał jedynie z rozległości materiału.

## Treść
Księga zaginionych opowieści zawiera pierwsze szkice legendarium Tolkiena, które znalazły swoje późniejsze odzwierciedlenie w Silmarillionie.
Ramą opowieści jest historia pobytu człowieka w domostwie elfów, gdzie ma okazję usłyszeć opowieści z dawnych lat.

### Część pierwsza

#### I. Dworek Zabawy Utraconej
Historia Eriola, wędrowca, który przeprawił się statkiem ku zachodowi i trafił na Samotną Wyspę, której mieszkańcy podejmowali go jako gościa. Pewnego dnia trafił do domu, noszącego nazwę Dworek Zabawy Utraconej (ang. The Cottage of Lost Play). Jego mieszkańcy podzielili się z nim przechowywanymi tam dawnymi opowieściami, pieśniami i muzyką elfów.

#### II. Muzyka Ainurów
Dzieje stworzenia świata przez Eru za sprawą muzyki Ainurów.

#### III. Przybycie Valarów i budowa Valinoru
Historia opisująca przybycie grupy Ainurów (zwanych odtąd Valarami) w obręb Ardy, ich walkę z Melko oraz ich prace nad urządzeniem swoich siedzib w Valinorze.

#### IV. Skowanie Melka
Opis walki Valarów z Melko, zakończoną schwytaniem tego ostatniego i skazaniem go na skowanie (przez trzy stulecia) oraz na czterysta lat służby w domostwie Tulkasa.

#### V. Przybycie elfów i powstanie Kôru
Opowieść relacjonująca przybycie Eldarów do Valinoru i założenie przez nich miasta Kôr.

#### VI. Kradzież klejnotów przez Melka i mrok nad Valinorem
Historia niezgody, jaką Melko zasiał między Valarów a elfów, a także zniszczeń wywołanych w Valinorze przez Melko działającego wspólnie z Tkaczką Mroku.

#### VII. Ucieczka Noldolich
Opis konsekwencji decyzji Feanora, przywódcy elfów, o opuszczeniu Valinoru i ścigania Melko w celu odzyskania skradzionych przez niego klejnotów, Silmarilów.

#### VIII. Opowieść o Słońcu i Księżycu
Używając dostępnych im środków, Valarowie tworzą dwa okręty, które mają pokonywać niebo i zapewnić światło światu: Galeon Słońca i Statek Księżyca.

#### IX. Ukrycie Valinoru
Dla uniknięcia ataków Melko i innych wrogów Valarowie rozpoczęli prace nad zabezpieczeniem Valinoru przez dostępem z zewnątrz.

#### X. Opowieść Gilfanona: gorzki los Noldolich i nadejście człowieka
Historia elfów po opuszczeniu przez nich Valinoru oraz o pojawieniu się ludzi na Ardzie.

### Część druga

#### I. Opowieść o Tinúviel
Historia spotkania Berena (człowieka) i Tinúviel (kobiety z rasy elfów).

#### II. Turambar i Foalókë
Opowieść o Turamburze i jego starciu ze smokiem, strzegącym skarbu w Nargothrondzie.

#### III. Upadek Gondolinu
Opis klęski, jaką obrońcy Gondolinu ponieśli w starciu z siłami Morgotha.

#### IV. Nauglafring
Historia wykonanego przez krasnoludów naszyjnika, znanego jako Nauglafring.

#### V. Opowieść o Eärendelu
Historia Eärendela i jego podróży.

#### VI. Historia Eriola albo Ælfwine'a i koniec opowieści
Zakończenie mitologii, w którym znaczącą rolę odgrywa Eriol.

## Polskie tłumaczenia
Istnieją trzy tłumaczenia Księgi zaginionych opowieści:
- autorstwa Małgorzaty Pietrzak-Merty pt. Księga zaginionych opowieści (1995)[19] i Ostatnie legendy Śródziemia (1996)[20],
- autorstwa Radosława Kota pt. Księga zaginionych opowieści, tom I, Księga zaginionych opowieści, tom II[21] i Księga zaginionych opowieści, tom III[22] (1998),
- autorstwa Marty Gębickiej-Frąc i Cezarego Frąca (proza) oraz Katarzyny Staniewskiej i Joanny Drzewowskiej (poezja) pt. Księga zaginionych opowieści, część 1 (2022)[23] i autorstwa Agnieszki Sylwanowicz (proza) oraz Katarzyny Staniewskiej (poezja) pt. Księga zaginionych opowieści, część 2 (2023)[24].